# SCフライブルク
SCフライブルク（Sport-Club Freiburg）は、ドイツ南西部、バーデン＝ヴュルテンベルク州、フライブルク・イム・ブライスガウに本拠地を置くサッカークラブである。
1904年創立の歴史あるチーム。2. ブンデスリーガで戦っていた1991年にフォルカー・フィンケが監督に就任すると成長を遂げ、1993年にブンデスリーガに昇格した。
長年に渡ってのクラブの黒字経営、1991年から16年間続いたフィンケの長期政権、モダンかつ現代的なチーム戦術、多くの名選手を生み出した選手育成、優れたアフリカや中央アジアでのスカウティング、環境に優しいスタジアム（ソーラーエネルギー等）などドイツ・サッカー業界でも模範的なクラブとして評価が高い。また「フライブルガー・フースバルシューレ」を含む育成部門は高く評価されており、ハンザ・ロストックなどSCフライブルクを模範にして育成部門を設立、もしくは改革した中堅クラブは多い。

## 歴史

### 創設、そして小さな田舎クラブとしての存在
SCフライブルクの元となったフライブルガーFV04が創設されたのは1904年5月30日と長い歴史を有する。以降は同じくフライブルクを本拠地としていたFCシュヴァルベ・フライブルクなどとの合併や再独立などを繰り返す。第2次世界大戦以降はVfLフライブルクとして活動した時期もあったが、1952年に再びサッカー部門のみ独立し、SCフライブルクが再建される。
しかしフライブルクには当時圧倒的な実力と人気を誇ったフライブルガーFCというサッカークラブが存在していた為、1970年代までSCフライブルクはフライブルガーFCの陰に隠れた存在であった。

### シュトッカー会長の就任とフライブルガーFCの凋落
フライブルガーFCとSCフライブルクの両クラブの将来を大きく左右する事件が1972年に起きる。地元出身で様々なビジネスコネクションを持っていたアッヒム・シュトッカーが当時としては巨額な金額をサッカーに投資しようとしたあるスポンサーをフライブルガーFCに紹介するものの、フライブルガーFCの経営陣はスポンサー無しではクラブ経営が成り立たなくなる、というサッカー界の将来を見据えることができず、このスポンサーの申し入れを断る。そのためシュトッカーは当時まだフライブルガーFCの陰に隠れた存在であったSCフライブルクにこのスポンサーを紹介する。
新たな金銭的なサポートを得ることができたSCフライブルクは徐々に順位を上げていき、1978年にはドイツ2部への昇格を果たす。以降は同リーグで中位の順位をコンスタントにキープし、フライブルガーFCとの立場も完全に逆転。シュトッカー自らもSCフライブルクの会長に選出される。
ちなみにフライブルガーFCはSCフライブルクとは対照的に徐々に順位を落としていき、クラブ規模も小さなものになっていく。1982年にはドイツ2部より降格し、以降はアマチュアレベルの下位リーグに属し、2001年には財政難からSCフライブルクの育成部門に本拠地のメースレ・シュターディオンを明け渡さなくてはならなかった。現在ではフライブルガーFCの存在はフライブルクを除けば全くと言って良いほど知られていない。

### 1980年代、ドイツ2部に属する小クラブとして
1978年にドイツ2部に昇格してからはコンスタントにドイツ2部で中位の順位をキープするものの、クラブの実情は模範的なプロ・サッカークラブとはかけ離れていた。クラブの運営スタッフは僅か数人、試合当日にはフライブルクに住む年金生活者が無償で入場チケットを販売。チーム強化のためのスカウトもおらず、シュトッカー会長自らが週末にドイツ中を車で駆け回り、選手を獲得していた。
クラブの唯一の目標は「2部に残留し、できる限り借金をしないこと」。しかし徐々に押し寄せていたサッカー界の近代化の波には乗れず、ドイツ2部に所属しながらもプロフェッショナルなクラブ運営ができない状況であった。1980年代の10年間で15回監督が交代されるなど、クラブ全体のプロ化どころかフィロソフィーさえ存在せず、近い将来3部もしくは4部以下のリーグに落ちるのは確実とされていた。

### フォルカー・フィンケが監督に就任、「ドイツで最もモダンなサッカー」を武器に昇格

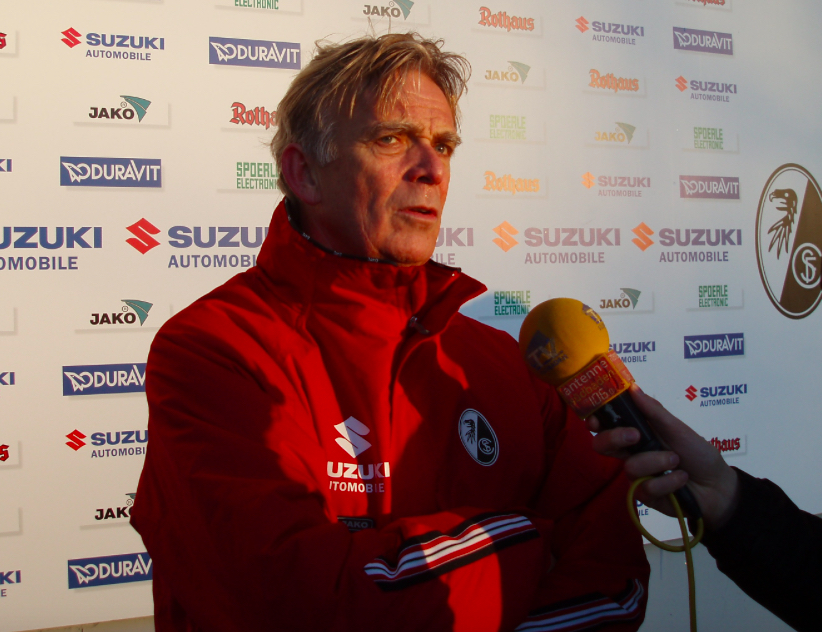
フォルカー・フィンケ

アッヒム・シュトッカー会長はクラブ内に新しい風を吹き込める監督が不可欠とし、1991年にそれまで全くの無名でハンブルク郊外の町で高校の教師をしながら、それまでドイツ3部以下の様々なチームを率いていたフォルカー・フィンケを監督に抜擢する。このプロ監督としてはおろかプロ選手としても経験の無かった監督の招聘は周囲を大きく驚かせたが、チームはフィンケ監督就任初年度から目を見張るような飛躍を見せ、またフィンケがクラブのプロフェッショナル化を大きなビジョンとして掲げ様々なプロジェクトを開始していったため、フィンケはクラブにとって不可欠な存在となる。
フィンケ就任2年目となる1993年には、クラブの歴史上初となるドイツ2部での優勝を果たし、ドイツ・ブンデスリーガへ昇格する。1995年にはヴェルダー・ブレーメンやバイエルン・ミュンヘン、ボルシア・ドルトムントなどブンデスリーガのクラブを次々と破り、3位というクラブの歴史上最も優れた結果を残し、翌年には同じくクラブの歴史上初となるUEFAカップ本大会出場も果たすなど、ドイツ・ブンデスリーガでも旋風を巻き起こした。
クラブの予算はブンデスリーガの他クラブとは比べられないほど少なく、代表選手は1人も所属せず、トップチームの選手のうち数人はフライブルク大学在学中の大学生プレーヤーであるなど、ドイツ・サッカー界として見れば常識外れだらけのSCフライブルクの最大の武器は当時としては革命的と言われたモダン戦術をふんだんに取り入れたフィンケが志向するサッカー・スタイルであった。
マンマークとリベロの全盛であった時代にフィンケは「ドイツのプロサッカー界では初のこと」と言われた完全なゾーンディフェンスと前方からの積極的なプレッシング、ラインコントロールとオフサイドトラップなどを取り入れ、攻撃では豊富な運動量と高い技術を土台にショートパスをつなぎながらボールを前方に運び、サイドからのクロス攻撃ではなく、前方の空いたスペースにスルーパスを出し、相手GKとの1対1の状況をできる限り多く作り出すサッカーを志向する。名門FCバイエルン・ミュンヘンを破った際にはFCバイエルンの主将ローター・マテウスに「SCフライブルクと対戦すると12人か13人の選手を相手にしているような錯覚を得る」とテレビインタビューで言わせるなど、SCフライブルクは優れた結果のみではなくピッチ上の優れたパフォーマンスで旋風を巻き起こす。
フィンケも自らテレビインタビューで「ドイツでありがちなサイドにボールを運び、そこからクロスを入れ、誰か背の高い選手が頭か胸か、場合によっては膝か尻でゴールを決める、という攻撃パターンを私は好まない。」と当時のドイツ・サッカーのスタイルの一部を否定。「次世紀のモダンサッカーを実現できる監督」と高く評価され、同時にできる限り少ないタッチ数でショートパスをつないでいくSCフライブルクの選手達には「ブライスガウ地方のブラジル人」という愛称がつくようになる。

### クラブの大改革、ドイツを代表する模範的なクラブに成長
監督就任当初は主にドイツ2部やドイツ3部で隠れている若手選手を発掘していたフィンケだが、1995年のボスマン判決以降は金銭的に恵まれていない同クラブでのドイツ国籍選手の獲得は難しくなる。また優れたマーチャンダイジングなどにより他クラブが年間予算を巨大化していったため、フィンケ監督は街の人口や経済力など様々な背景から大々的な年間予算のアップを望めないSCフライブルクの対応策として：
1. ドイツを代表する育成部門を作り上げ、優秀な若手選手を育てあげる。20代中頃でこれらの選手を他クラブに売って、獲得した移籍金をクラブの投資にあてる。
2. 他クラブがまだスカウティングを行っていない外国で選手を発掘し、「フライブルクが得意とする一定の国々でのネットワーク」を築き上げる。
3. 金銭的なリスクの高い選手獲得とは異なり、投資失敗の可能性がほぼ無いクラブ設備やスタジアム、トレーニング場などの充実に力を入れ、選手自らが「このクラブでプレーをしたい」と思う魅力溢れるクラブに成長させる。

という方針を打ち出し、全て数年以内で実行する。
1.についてはフィンケ監督自らがコンセプト及びフィロソフィーの確定、指導者の人材確保などを行い、「フライブルガー・フースバルシューレ」（Freiburger Fussballschule、フライブルク・サッカー学校）に代表されるドイツを代表する育成部門を築き上げる。
2.についてはチュニジア、マリに代表されるアフリカ各国や、レバノン、グルジアに代表される西・中央アジア各国など、それまでドイツ語圏のクラブがスカウティングを全く行っていなかった各国で優れたスカウティングシステムを作り上げ、ブラジルやアルゼンチン、チェコ、旧ユーゴスラビアの各国など、多くのクラブが選手獲得のためにスカウトを送り込んでいる国々とは別のルートを作り上げる。
3.についてはフォルカー・フィンケ監督の「クラブの投資はまず足（選手）より石（施設）に」という方針の下、スタジアムの近代化（「スタジアム」の章を参考）、トレーニングセンターの改善のみならず、年間予算の低い小クラブであるのにも関わらず最新の分析ソフトやスカウンティングのデータバンク導入などを行い、規模は小さいながらもドイツで最もモダンなクラブの1つと高く評価される。そのため多くのドイツや他国のクラブがSCフライブルクを「模範的なクラブ」として視察で訪れるようになる。
事実上のGM兼監督としてSCフライブルクを「田舎のアマチュアクラブ」から「ドイツを代表する模範的なプロクラブ」に育て上げたフィンケ監督はクリストフ・ダウム同様ドイツで最も高く評価される指導者の一人となり、FCバイエルン・ミュンヘンやヴェルダー・ブレーメン、バイエル・レバークーゼン、1.FCケルンなど名門クラブから次々と監督就任オファーが舞い込むが、「SCフライブルクという長期的プロジェクトを完成させたい」と他クラブへの移籍を拒否し続けた。
フライブルクという元々地域人口や経済力が低いためスポンサーを獲得しにくい町を本拠地としていることから、SCフライブルクは毎年のようにリーグで最も年間予算が低いクラブであり続けた。このような金銭的に厳しい状況であるのにも関わらず、上記のような優れたコンセプトが実を結び、幾度となく好結果を残し、UEFAカップ本大会でも2度3回戦まで進出する。ブンデスリーガに初昇格を果たした1993年から2007年の間でドイツ・ブンデスリーガとドイツ2部の間を3回行き来するものの、フィンケ監督への評価は下がるどころか、コンスタントに上がり、1990年代後半からは常にドイツ代表監督候補にも挙げられるようになる。
現在、SCフライブルクは「自分がいつかいなくなっても結果を残せるクラブを作り上げたい」が口癖であったフィンケ監督がドイツ・サッカーに残した遺産として知られている。

### フォルカー・フィンケ監督勇退、そしてその後
14年間に渡りクラブの実権をほぼ完全にフィンケ監督に任せていたシュトッカー会長やクラブ首脳陣とのトラブルが15年目あたりから起きるようになる。最終的には当初結果が思わしくなかった16年目のウィンターブレイク前に「シーズン終了後にフィンケを強制的に勇退させる」ことをクラブが発表。サポーターのみならず多くの選手もこの決断に反発し、各地で反対運動が起きる。チームは「反首脳陣」でさらにまとまり、ウィンターブレイク後はリーグの歴史に残る好結果を収める。
しかし、首脳陣の決断は変わらず、2006-07年シーズン終了後にフィンケ監督が勇退。16年間に渡る長期政権が終了する。フィンケ勇退反対運動などがフライブルクでのみならず、メディアを通してドイツ中で起きるようになり、ドイツを代表するノーベル賞作家ギュンター・グラスがドイツ国営放送を通してフィンケを監督としてクラブに残すように訴えるなど多くの著名人がSCフライブルクの監督交代を反対する中、2007-08年シーズンよりインド系ドイツ人の若手監督、ロビン・ドゥットが就任する。
長期政権の直後という難しいタイミングでチームを率いることになったこともあり、初シーズンはドイツ2部で5位と、フォルカー・フィンケが16年間に渡って残した結果より下回る成績でシーズンを終了したため、多くの批判を浴びた（フィンケの「最低」の成績はドイツ2部で4位、「最高」の成績はドイツ1部で3位）。
ドゥット新監督の「クラブの伝統となった素早いコンビネーションプレーをベースにした攻撃サッカーも良いが、場合によってはパワープレーや焦らずにゆっくりと攻めていくことも必要だ。美しさのみを追求し、得点に結びつかないのでは意味がない。」という発言からも分かるように、「フィンケサッカー」から「ドゥットサッカー」への転換、及び戦術面での修正が行われる。そのため「ブライスガウ地方のブラジル人」という愛称は2007年以降「懐かしい死語」と言われるようになった。
またイングランドのアーセナルFC同様、よほどのことがない限り主に将来性のある（市場価値が上がる）若手選手のみを獲得してきたフィンケ監督とは違い、初シーズンから同リーグの他クラブでベンチを温めているベテラン選手を獲得するなどドゥット新監督は新たな方針も打ち出している。それによってドイツ・サッカー業界内での「16年間続いたクラブの異端さ」が失われている、という批判も多く、フォルカー・フィンケ復帰を求める声も少なくない（なお、フィンケは2009年から2010年まで日本の浦和レッズの監督に就任した）。
2008年にJリーグの愛媛FCとフレンドシップ協定を結んだ（愛媛FCのホームタウンの松山市がフライブルク市と姉妹都市のため）。

## 女子サッカー
1975年に創設され、現在ではドイツ・女子ブンデスリーガに属するトップチーム、ドイツ女子3部に属するサテライトチーム、そして育成の一環としてU17とU15の女子チームがSCフライブルクによって運営されている。
ブンデスリーガ及びドイツ2部に属する男子チームを運営しているドイツの各プロ・サッカークラブはここ最近まで女子サッカーには力を入れていなかったため、SCフライブルクはこのような各プロ・サッカークラブの中では女子サッカー界の草分け的な存在でもある。
女子トップチームはドイツ3部と2部で多くのタイトルを獲得し、1998年にドイツ・ブンデスリーガへの昇格を果たす。以降は2シーズンを除いてコンスタントにドイツ・ブンデスリーガで中位の順位をキープしている。
ドイツ・女子ブンデスリーガの強豪であるアイントラハト・フランクフルト・フラウエンらとは違い、多くのタイトル獲得ではなくSCフライブルクの男子チーム同様有望な若手選手の獲得と育成をコンセプトとしており、トップチームの平均年齢も他チームに比べて低い。よってSCフライブルクの育成部門では女子サッカー選手の育成にも力を注いでおり、各カテゴリーで多くの代表選手を協会に送り出している。中にはドイツ代表の中心選手としてUEFA欧州女子選手権やFIFA女子ワールドカップでの優勝に貢献した名選手も数多くいる。

## スタジアム
1953年から2021年9月までサッカー専用スタジアムである「ドライザム・シュターディオン」（Dreisamstadion）を本拠地として使用していた。
元々はいわゆるアマチュアレベルのスタジアムであったが、1970年代より徐々に拡大工事が行われるようになり、特に1991年からはフォルカー・フィンケ監督の「クラブの投資はまず足（選手）より石（施設）に」という方針の下、スタジアムの近代化と拡大化が積極的に推進されるようになる。1999年には現在の規模でもある収容人数25,000人を誇るスタジアムが完成する。
政治的には同盟90/緑の党の支持者であるフォルカー・フィンケ、そして「環境都市」として高い評価を得ているフライブルクらしく、スタジアムの屋根にはソーラーエネルギー用のパネルが敷かれ、スタジアムで利用するほぼ全ての電気をソーラーエネルギーによって得ることができ、芝暖房でもエコ・エネルギーが利用されているなど、環境に優しいスタジアムの1つとして知られている。
2004年には地元企業のバデノヴァ社が命名権を取得し、「バデノヴァ・シュターディオン」と命名された。
2001年1月には同都市に存在した名門フライブルガーFCの本拠地であった「メースレ・シュターディオン」（Möslestadion）を譲り受け、SCフライブルクの女子チームと育成部門に属する各チームが同スタジアムを利用している。
2021年10月より「オイローパ＝パルク・シュタディオン」を本拠地として使用している。2021-22シーズンの開幕までに完成せず、最初のホーム3試合を旧本拠地で行い、第8節から使用した。長年クラブのスポンサーを務めたフライブルク近郊の遊園地ヨーロッパ・パークが命名権を取得している。

## サポーター
フライブルクがドイツを代表する大学都市であることも影響し、学生や大卒のサポーターが多く、シャルケ04のような労働者層ではなく、いわゆる「インテリ層」が多いことで有名。ノーベル文学賞を受賞したギュンター・グラスなどがその代表格。
サポーターは熱狂的ではあるものの、相手チームへの罵倒などは他クラブに比べて少なく、フェアプレー精神と常にクラブやチームの状況を現実的に見つめる眼を持つサポーターとして評価されている。そのためドイツ・プロサッカー界の他クラブに比べサポーターからのクラブへのプレッシャーは高くない。
また同盟90/緑の党が長年に渡って政治の実権を握っているフライブルクらしく、同盟90/緑の党の支持者や左翼のサポーターの割合が高く、特にフォルカー・フィンケ監督時代にはクラブ自身もサポーターと共に移民の受け入れサポートやアフリカ救援、外国人排除反対の活動など、政治的もしくは社会的な活動も頻繁に行われていた。

## タイトル

### 国内タイトル
- ブンデスリーガ2部：4回
  - 1992-93, 2002-03, 2008-09, 2015-16

### 国際タイトル
- なし

## 過去の成績
| シーズン | リーグ戦          | リーグ戦 | リーグ戦 | リーグ戦 | リーグ戦 | リーグ戦 | リーグ戦 | リーグ戦 | リーグ戦 | DFBポカール  |
| シーズン | ディビジョン      | 試       | 勝       | 分       | 敗       | 得       | 失       | 点       | 順位     | DFBポカール  |
| -------- | ----------------- | -------- | -------- | -------- | -------- | -------- | -------- | -------- | -------- | ------------ |
| 1989-90  | ブンデスリーガ2部 | 38       | 11       | 12       | 15       | 53       | 52       | 34       | 13位     | 2回戦敗退    |
| 1990-91  | ブンデスリーガ2部 | 38       | 15       | 10       | 13       | 54       | 48       | 40       | 9位      | 1回戦敗退    |
| 1991-92  | ブンデスリーガ2部 | 32       | 13       | 11       | 8        | 52       | 41       | 37       | 3位      | 2回戦敗退    |
| 1992-93  | ブンデスリーガ2部 | 46       | 27       | 11       | 8        | 102      | 57       | 65       | 1位      | 2回戦敗退    |
| 1993-94  | ブンデスリーガ1部 | 34       | 10       | 8        | 16       | 54       | 57       | 28       | 15位     | 準々決勝敗退 |
| 1994-95  | ブンデスリーガ1部 | 34       | 20       | 6        | 8        | 66       | 44       | 46       | 3位      | 1回戦敗退    |
| 1995-96  | ブンデスリーガ1部 | 34       | 11       | 9        | 14       | 30       | 41       | 42       | 11位     | ベスト16     |
| 1996-97  | ブンデスリーガ1部 | 34       | 8        | 5        | 21       | 43       | 67       | 29       | 17位     | 準々決勝敗退 |
| 1997-98  | ブンデスリーガ2部 | 34       | 18       | 7        | 9        | 57       | 36       | 61       | 2位      | 1回戦敗退    |
| 1998-99  | ブンデスリーガ1部 | 34       | 10       | 9        | 15       | 36       | 44       | 39       | 12位     | 2回戦敗退    |
| 1999-00  | ブンデスリーガ1部 | 34       | 10       | 10       | 14       | 45       | 50       | 40       | 12位     | 準々決勝敗退 |
| 2000-01  | ブンデスリーガ1部 | 34       | 15       | 10       | 9        | 54       | 37       | 55       | 6位      | 準々決勝敗退 |
| 2001-02  | ブンデスリーガ1部 | 34       | 7        | 9        | 18       | 37       | 64       | 30       | 16位     | 2回戦敗退    |
| 2002-03  | ブンデスリーガ2部 | 34       | 20       | 7        | 7        | 58       | 32       | 67       | 1位      | ベスト16     |
| 2003-04  | ブンデスリーガ1部 | 34       | 10       | 8        | 16       | 42       | 67       | 38       | 13位     | ベスト16     |
| 2003-04  | ブンデスリーガ1部 | 34       | 3        | 9        | 22       | 30       | 75       | 18       | 18位     | 準々決勝敗退 |
| 2005-06  | ブンデスリーガ2部 | 34       | 16       | 8        | 10       | 41       | 33       | 56       | 4位      | 3回戦敗退    |
| 2006-07  | ブンデスリーガ2部 | 34       | 17       | 9        | 8        | 55       | 39       | 60       | 4位      | 2回戦敗退    |
| 2007-08  | ブンデスリーガ2部 | 34       | 15       | 10       | 9        | 49       | 44       | 55       | 5位      | 2回戦敗退    |
| 2008-09  | ブンデスリーガ2部 | 34       | 21       | 5        | 8        | 60       | 36       | 68       | 1位      | 3回戦敗退    |
| 2009-10  | ブンデスリーガ1部 | 34       | 9        | 8        | 17       | 35       | 59       | 35       | 14位     | 2回戦敗退    |
| 2010-11  | ブンデスリーガ1部 | 34       | 13       | 5        | 16       | 41       | 50       | 44       | 9位      | 2回戦敗退    |
| 2011-12  | ブンデスリーガ1部 | 34       | 10       | 10       | 14       | 45       | 61       | 40       | 12位     | 1回戦敗退    |
| 2012-13  | ブンデスリーガ1部 | 34       | 14       | 9        | 11       | 45       | 40       | 51       | 5位      | 準決勝敗退   |
| 2013-14  | ブンデスリーガ1部 | 34       | 9        | 9        | 16       | 43       | 61       | 36       | 14位     | 3回戦敗退    |
| 2014-15  | ブンデスリーガ1部 | 34       | 7        | 13       | 14       | 36       | 47       | 34       | 17位     | 準々決勝敗退 |
| 2015-16  | ブンデスリーガ2部 | 34       | 22       | 6        | 6        | 75       | 39       | 72       | 1位      | 2回戦敗退    |
| 2016-17  | ブンデスリーガ1部 | 34       | 14       | 6        | 14       | 42       | 60       | 48       | 7位      | 2回戦敗退    |
| 2017-18  | ブンデスリーガ1部 | 34       | 8        | 12       | 14       | 32       | 56       | 36       | 15位     | 3回戦敗退    |
| 2018-19  | ブンデスリーガ1部 | 34       | 8        | 12       | 14       | 46       | 61       | 36       | 13位     | 2回戦敗退    |
| 2019-20  | ブンデスリーガ1部 | 34       | 13       | 9        | 12       | 48       | 47       | 48       | 8位      | 2回戦敗退    |
| 2020-21  | ブンデスリーガ1部 | 34       | 12       | 9        | 13       | 52       | 52       | 45       | 10位     | 2回戦敗退    |
| 2021-22  | ブンデスリーガ1部 | 34       | 15       | 10       | 9        | 58       | 46       | 55       | 6位      | 準優勝       |
| 2022-23  | ブンデスリーガ1部 | 34       | 17       | 8        | 9        | 51       | 44       | 59       | 5位      | 準決勝敗退   |
| 2023-24  | ブンデスリーガ1部 | 34       | 11       | 9        | 14       | 45       | 58       | 42       | 10位     | 2回戦敗退    |

## 欧州の成績
| シーズン | 大会                 | ラウンド   | 対戦相手             | ホーム | アウェー | 合計 |  |
| -------- | -------------------- | ---------- | -------------------- | ------ | -------- | ---- |  |
| 1995-96  | UEFAカップ           | 1回戦      | スラヴィア・プラハ   | 1-2    | 0-0      | 1-2  |  |
| 2001-02  | UEFAカップ           | 1回戦      | プーホフ             | 2-1    | 0-0      | 2-1  |  |
| 2001-02  | UEFAカップ           | 2回戦      | ザンクト・ガレン     | 0-1    | 4-1      | 4-2  |  |
| 2001-02  | UEFAカップ           | 3回戦      | フェイエノールト     | 2-2    | 0-1      | 2-3  |  |
| 2013-14  | UEFAヨーロッパリーグ | グループH  | セビージャ           | 0-2    | 0-2      | 3位  |  |
| 2013-14  | UEFAヨーロッパリーグ | グループH  | エストリル・プライア | 1-1    | 0-0      | 3位  |  |
| 2013-14  | UEFAヨーロッパリーグ | グループH  | スロヴァン・リベレツ | 2-2    | 2-1      | 3位  |  |
| 2017-18  | UEFAヨーロッパリーグ | 予選3回戦  | ドムジャレ           | 1-0    | 0-2      | 1-2  |  |
| 2022-23  | UEFAヨーロッパリーグ | グループG  | カラバフ             | 2-1    | 1-1      | 1位  |  |
| 2022-23  | UEFAヨーロッパリーグ | グループG  | オリンピアコス       | 1-1    | 3-0      | 1位  |  |
| 2022-23  | UEFAヨーロッパリーグ | グループG  | ナント               | 2-0    | 4-0      | 1位  |  |
| 2022-23  | UEFAヨーロッパリーグ | ラウンド16 | ユヴェントス         | 0-2    | 0-1      | 0-3  |  |
| 2023-24  | UEFAヨーロッパリーグ | グループA  | ウェストハム         | 1-2    | 0-2      | 2位  |  |
| 2023-24  | UEFAヨーロッパリーグ | グループA  | オリンピアコス       | 3-2    | 5-0      | 2位  |  |
| 2023-24  | UEFAヨーロッパリーグ | グループA  | TSC                  | 3-1    | 5-2      | 2位  |  |
| 2023-24  | UEFAヨーロッパリーグ | プレーオフ | RCランス             | 0-0    | 3-2      | 3-2  |  |
| 2023-24  | UEFAヨーロッパリーグ | ベスト16   | ウェストハム         | 1-0    | 0-5      | 1-5  |  |

## 現所属メンバー
ブンデスリーガ 2023-24シーズン 基本フォーメーション
2024年6月14日現在
注：選手の国籍表記はFIFAの定めた代表資格ルールに基づく。
| No. | Pos. |              | 選手名                           |
| --- | ---- | ------------ | -------------------------------- |
| 1   | GK   | ドイツ       | ノア・アトゥボル ()              |
| 3   | DF   | オーストリア | フィリップ・ラインハート         |
| 4   | DF   | ドイツ       | ケネス・シュミット               |
| 5   | DF   | ドイツ       | マヌエル・グルデ                 |
| 6   | DF   | ハンガリー   | サライ・アティッラ               |
| 7   | MF   | ドイツ       | ノア・ヴァイスハウプト           |
| 8   | MF   | ドイツ       | マクシミリアン・エッゲシュタイン |
| 9   | FW   | ドイツ       | ルーカス・ヘーラー               |
| 11  | MF   | ガーナ       | ダニエル＝コフィ・キェレー ()    |
| 14  | FW   | 日本         | 鈴木唯人 ★                       |
| 17  | DF   | ドイツ       | ルーカス・キュブラー             |
| 20  | FW   | オーストリア | ジュニア・アダム                 |
| 21  | GK   | ドイツ       | フロリアン・ミュラー             |
| 22  | MF   | ハンガリー   | シャッライ・ロランド ★           |

| No. | Pos. |              | 選手名                       |
| --- | ---- | ------------ | ---------------------------- |
| 23  | MF   | ドイツ       | フローレント・ムスリヤ ()    |
| 25  | DF   | フランス     | キリアン・シルディリア ()    |
| 26  | FW   | ドイツ       | マクシミリアン・フィリップ   |
| 27  | MF   | ドイツ       | ニコラス・ヘフラー           |
| 28  | DF   | ドイツ       | マティアス・ギンター         |
| 30  | DF   | ドイツ       | クリスティアン・ギュンター   |
| 31  | GK   | ドイツ       | ベンヤミン・ウプホフ         |
| 32  | MF   | イタリア     | ヴィンチェンツォ・グリフォ   |
| 33  | DF   | フランス     | ジョルディ・マケンゴ ()      |
| 34  | MF   | ドイツ       | メアリン・レール             |
| 37  | DF   | ドイツ       | マックス・ローゼンフェルダー |
| 38  | FW   | オーストリア | ミヒャエル・グレゴリッチュ   |
| 42  | MF   | 日本         | 堂安律 ★                     |

※括弧内の国旗はその他保有国籍、もしくは市民権、星印はEU圏外選手を示す。

### ローン移籍選手
in
注：選手の国籍表記はFIFAの定めた代表資格ルールに基づく。
| No. | Pos. |            | 選手名                                |
| --- | ---- | ---------- | ------------------------------------- |
| 6   | DF   | ハンガリー | サライ・アティッラ (ホッフェンハイム) |

| No. | Pos. |        | 選手名                                        |
| --- | ---- | ------ | --------------------------------------------- |
| 26  | FW   | ドイツ | マクシミリアン・フィリップ (ヴォルフスブルク) |

out
注：選手の国籍表記はFIFAの定めた代表資格ルールに基づく。
| No. | Pos. |        | 選手名                                    |
| --- | ---- | ------ | ----------------------------------------- |
| --  | DF   | ドイツ | キンバリー・エゼクウェム (パーダーボルン) |
| --  | DF   | ドイツ | ケヴェン・シュロッターベック (ボーフム)   |

| No. | Pos. |        | 選手名                                      |
| --- | ---- | ------ | ------------------------------------------- |
| --  | MF   | ドイツ | ロベルト・ヴァグナー (グロイター・フュルト) |

### スタッフ
| 役職               | 氏名                         |
| ------------------ | ---------------------------- |
| 監督               | クリスティアン・シュトライヒ |
| アシスタントコーチ | ラース・ヴォシュラー         |
| アシスタントコーチ | パトリック・バイヤー         |
| アシスタントコーチ | フロリアン・ブランス         |
| アシスタントコーチ | ユリアン・シュスター         |
| GKコーチ           | ミヒャエル・ミュラー         |
| フィジカルコーチ   | ダニエル・ヴォルフ           |
| フィジカルコーチ   | マキシミリアン・ケスラー     |

## 歴代監督
- フォルカー・フィンケ 1991.7-2007.05
- ロビン・ドゥット 2007.07-2011.06
- マルクス・ソルグ（英語版） 2011.07-2011.12
- クリスティアン・シュトライヒ（英語版） 2011.12-2024.06
- ユリアン・シュスター 2024.07-

## 歴代所属選手

### GK
- イェルグ・シュマットケ 1993-1997
- ティモ・ロイス 1997-2005
- リヒャルト・ゴルツ 1998-2006
- ミヒャエル・ランガー 2007-

### DF
- オリヴァー・フロインド 1992-1997
- ダミール・ブリッチ 1992-1999
- マーティン・シュパーンリング 1993-1997
- シュテファン・ミュラー 1993-2005
- アクセル・ズンダーマン 1994-1997
- ダニエル・シューマン 1997-2005
- ブーバカル・ディアッラ 1997-2007
- ラース・ヘルメル 1998-2006

- ザシャ・リーター 1998-2007
- セバスティアン・ケール 2000-2002
- ブルーノ・ベルナー 2002-2005
- アンドレアス・イベルツベルガー 2004-2007
- ユセフ・モハマド 2004-2007
- セエイ・オラジェングベシ 2004-2008
- オタル・キザネイシュヴィッリ 2005-2008

### MF
- イェンス・トッド 1991-1996
- ラルフ・コール 1991-2001
- イェルグ・ハインリッヒ 1994-1996
- アライン・ズッター 1995-1997
- マローネ・ギュツミル 1996-1999
- アリ・ギュネス 1996-2000, 2007-
- ツーバイヤ・バーヤー 1997-2001
- ジョナサン・ピトロイパ 1998-2003
- レバン・コビアシビリ 1998-2003
- レヴァン・チキティシュヴィッリ 1998-2005
- オウマール・コンデー 1999-2004

- アンドレアス・ツァイヤー 1999-2004
- セバスティアン・ケール 2000-2002
- ウラディミール・ブット 2000-2003
- フェリドーン・ツァンディ 2000-2003
- ソウマリア・クリバーリー 2000-2007
- ズラタン・バイラモビッチ 2002-2005
- ロルフ・クリステル・ギウエ・ミエン 2003-2004
- ヴィルフリート・サヌー 2003-2008
- ボウバカル・クリバーリー 2003-2007
- ロダー・アンタル 2003-2007
- ユリアン・シュスター 2008-2018

### FW
- アルティン・ラックリ 1992-1996
- ウーヴェ・シュピース 1990-1997
- ウーヴェ・ヴァスマー 1993-2000
- ハリー・デシーヴァー 1995-1997
- ニコラ・ユルチェヴィッチ 1995-1997
- メーディ・ベン・スリマネ 1997-2002
- アレクサンドル・イアシュヴィリ 1997-2007

- アデル・セリーミ 1998-2003
- アブデル・ラムダーネ 2000-2005
- 矢野貴章 2010-2012.2
- パピス・シセ 2010-2012
- カリム・ゲデ 2012-2018
- ルカ・ヴァルトシュミット 2018-2020